# Thomas Didillon
Thomas Didillon-Hödl, né le 28 novembre 1995 à Seclin dans le Nord en France, est un footballeur français qui joue au poste de gardien de but au Willem II.

## Biographie

### En club

#### FC Metz
Repéré très jeune lors d'un stage d'été, il alterne durant une saison entre son club d'origine, l'APM Metz (après ses débuts à l'ES Metz) et le FC Metz avant de rejoindre définitivement le centre de formation de ce dernier.
Thomas Didillon signe son premier contrat professionnel avec le FC Metz en mai 2013 mais joue avec l’équipe réserve en CFA tout au long de l’exercice suivant. Lors de la dernière journée, le club grenat étant déjà promis à la montée en Ligue 1 et au titre de champion, Albert Cartier, coach de l’époque, décide de le titulariser pour son premier match professionnel au Stade Lavallois.
La saison suivante, afin qu’il puisse obtenir du temps de jeu, il est prêté au club appartenant au président du FC Metz : le RFC Seraing, qui évolue en deuxième division belge. Il y disputera trente-et-une rencontres et réalise une très bonne saison en Belgique et termine à la quatrième place. Pendant ce temps, en France, le FC Metz vit une saison difficile en Ligue 1 et se retrouve relégué en Ligue 2 dès la saison suivante en terminant avant-dernier du championnat.
À son retour en Moselle, le club souhaite se séparer de ses deux premiers gardiens, Johann Carrasso et Anthony M’Fa et il se voit alors confier le titre de gardien numéro un du club à l’âge de 19 ans par le successeur d'Albert Cartier, José Riga. Pour l’exercice de Ligue 2 2015-2016, sa saison commence par la réception du RC Lens avec de beaux arrêts à son actif. Mais c’est lors de la deuxième journée sur la pelouse du FC Sochaux-Montbéliard, lors d'une victoire un but à zéro qu’il montre aux supporters messins tout son talent en faisant plusieurs parades décisives. Il est d'ailleurs élu homme du match pour sa prestation. Il est l'un des artisans de la montée du club mosellan en Ligue 1 en terminant troisième du championnat de Ligue 2.
C'est donc avec son club formateur qu'il découvre la Ligue 1 pour la première fois en 2016-2017. Lors de la saison 2017-2018, gêné par des problèmes physiques, notamment au dos, il perd sa place de numéro 1 au profit d’Eiji Kawashima.

#### RSC Anderlecht
Le 12 juin 2018, FC Metz annonce son départ pour le RSC Anderlecht après dix années passées en Lorraine. Il y dispute une saison 2018-2019 pleine mais est relégué au poste de deuxième gardien la saison suivante à la suite de l'arrivée de Hendrik Van Crombrugge lors du mercato d'été 2019.
En manque de temps de jeu, il est prêté avec option d'achat le 27 janvier 2020 jusqu’à la fin de saison au club du KRC Genk,. Le 13 mai, Genk annonce ne pas lever l'option d'achat, préférant miser sur un duo formé par l’expérimenté Danny Vukovic et Maarten Vandevoordt. 

#### Cercle Bruges
Il s'engage pour quatre ans en faveur du Cercle Bruges le 11 août 2020.
En 2022, il est prêté pour une saison à l'AS Monaco où il est la doublure d'Alexander Nübel. 

### En sélections nationales
En équipe nationale, Thomas Didillon joue toutes les catégories de jeunes à partir des moins de 16 ans jusqu’au moins de 20 ans avec qui il remporte le Tournoi de Toulon 2015 en battant le Maroc lors de la finale et prenant part à trois matchs.
Le 27 août 2015, il est convoqué pour la première fois avec les Espoirs par le sélectionneur Pierre Mankowski pour un match en Islande qualificatif pour l'Euro 2017.

## Style de jeu
Joueur de grande taille (1,93 m), qui lui permet de maîtriser les airs, il dégage un sentiment d’assurance, de puissance, et il aime jouer très haut, bien aidé par son sens du placement, de l’anticipation et un jeu aux pieds bien au-dessus de la moyenne. Explosif, il jaillit vite, lit bien les trajectoires et impressionne sur sa ligne.

## Statistiques
| Saison                | Club                  | Championnat           | Championnat | Championnat | Coupe nationale | Coupe nationale | Coupe de la Ligue | Coupe de la Ligue | Supercoupe | Supercoupe | Compétition(s) continentale(s) | Compétition(s) continentale(s) | Compétition(s) continentale(s) | Total | Total |
| Saison                | Club                  | Division              | M.          | B.          | M.              | B.              | M.                | B.                | M.         | B.         | Comp.                          | M.                             | B.                             | M.    | B.    |
| 2014-2015             | RFC Seraing (prêt)    | Division 2            | 31          | 0           | 0               | 0               | -                 | -                 | -          | -          | -                              | -                              | -                              | 31    | 0     |
| 2013-2014             | FC Metz               | Ligue 2               | 1           | 0           | 0               | 0               | 0                 | 0                 | -          | -          | -                              | -                              | -                              | 1     | 0     |
| 2015-2016             | FC Metz               | Ligue 2               | 27          | 0           | 0               | 0               | 0                 | 0                 | -          | -          | -                              | -                              | -                              | 27    | 0     |
| 2016-2017             | FC Metz               | Ligue 1               | 32          | 0           | 0               | 0               | 0                 | 0                 | -          | -          | -                              | -                              | -                              | 32    | 0     |
| 2017-2018             | FC Metz               | Ligue 1               | 8           | 0           | 0               | 0               | 2                 | 0                 | -          | -          | -                              | -                              | -                              | 10    | 0     |
| Sous-total            | Sous-total            | Sous-total            | 99          | 0           | 0               | 0               | 2                 | 0                 | 0          | 0          | -                              | 0                              | 0                              | 101   | 0     |
| 2018-2019             | RSC Anderlecht        | Division 1A           | 40          | 0           | 0               | 0               | -                 | -                 | -          | -          | C3                             | 5                              | 0                              | 45    | 0     |
| 2019-2020             | RSC Anderlecht        | Division 1A           | 1           | 0           | 0               | 0               | -                 | -                 | -          | -          | -                              | -                              | -                              | 1     | 0     |
| 2019-2020             | KRC Genk (prêt)       | Division 1A           | 6           | 0           | -               | -               | -                 | -                 | -          | -          | -                              | -                              | -                              | 6     | 0     |
| Sous-total            | Sous-total            | Sous-total            | 47          | 0           | 0               | 0               | 0                 | 0                 | 0          | 0          | -                              | 5                              | 0                              | 52    | 0     |
| 2020-2021             | Cercle Bruges KSV     | Division 1A           | 30          | 0           | -               | -               | -                 | -                 | -          | -          | -                              | -                              | -                              | 30    | 0     |
| 2021-2022             | Cercle Bruges KSV     | Division 1A           | 29          | 0           | -               | -               | -                 | -                 | -          | -          | -                              | -                              | -                              | 29    | 0     |
| 2022-2023             | AS Monaco (prêt)      | Ligue 1               | 0           | 0           | 1               | 0               | -                 | -                 | -          | -          | -                              | -                              | -                              | 1     | 0     |
| Sous-total            | Sous-total            | Sous-total            | 59          | 0           | 1               | 0               | 0                 | 0                 | 0          | 0          | -                              | 0                              | 0                              | 60    | 0     |
| Total sur la carrière | Total sur la carrière | Total sur la carrière | 205         | 0           | 1               | 0               | 2                 | 0                 | 0          | 0          | -                              | 5                              | 0                              | 213   | 0     |

## Palmarès

### En club
Thomas Didillon est champion de France de Ligue 2 en 2014 avec le FC Metz. 

### En sélections nationales
Il remporte le Tournoi de Toulon en 2015 avec l'équipe de France des moins de 20 ans.

## Vie privée
Thomas Didillon est détenteur d’un baccalauréat scientifique avec mention Bien obtenu en 2013.
Il est le père d'un enfant nommé Chad, né le 16 août 2016.

## Polémique
Le 28 janvier 2019, le gardien d’Anderlecht évoqua le terme Baraki pour préfacer le match entre son club et le rival historique du Standard de Liège sur le plateau de La Tribune. Ce mot wallon équivalent du mot beauf en français avait provoqué la colère des supporters du Standard de Liège. Le 3 février 2019, jour du match, Thomas Didillon se fit chambrer par les supporters adversaires ainsi que par Paul-José Mpoku, joueur du club liégeois,.